# ハワード・ケンドール
ハワード・ケンドール（Howard Kendall、1946年5月22日 - 2015年10月17日）は、イングランド・ダラム出身の元サッカー選手、現サッカー指導者。選手時代のポジションはミッドフィールダー。
選手としてはエヴァートンFC、プレストン・ノース・エンドFC、バーミンガム・シティFC、ブラックバーン・ローヴァーズFCなどに在籍した。指導者としてはマンチェスター・シティFC、ノッツ・カウンティFC、シェフィールド・ユナイテッドFC、スペインのアスレティック・ビルバオ、ギリシャのシュコダ・クサンティFCなどを指揮した。1984-85シーズンにはエヴァートンを指揮してUEFAカップウィナーズカップを制したが、2019-20シーズン終了時点で、ケンドール以後に欧州カップ戦でタイトルを獲得したイングランド人指導者は存在しない。2005年には指導者としてイングランドサッカー殿堂入りを果たした。叔父のハリー・タイラーもサッカー選手であり、1950年代にニューカッスル・ユナイテッドFCやフラムFCでプレーした。

## 経歴

### 選手時代
プレストン・ノース・エンド
1961年にセカンドディヴィジョン（2部）のプレストン・ノースエンドFCに加入し、1963年5月にプロ契約を交わした。1963-64シーズンのプレストン・ノースエンドは、セカンドディヴィジョン在籍クラブながらFAカップで決勝に進出。ケンドールは決勝のウェストハム・ユナイテッドFC戦に出場したが、まだ18歳になっておらず、同大会決勝の歴代最年少出場記録を更新した。左サイドハーフのレギュラーはイアン・デヴィッドソンだったが、クラブに無許可でスコットランドを訪れたことで出場停止処分を受けていた。
エヴァートン
1967年3月、移籍金8万5000ポンドでファーストディヴィジョン（1部）のエヴァートンFCに移籍した。それまでは主にディフェンダーとしてプレーしていたが、エヴァートンでミッドフィールダーに転向し、アラン・ボールやコリン・ハーヴェイとのトリオは「ホーリー・トリニティ」(The Holy Trinity)と名付けられた。1969-70シーズンには主力選手としてファーストディヴィジョン優勝を果たし、1970年にはFAチャリティ・シールドでも優勝した。つづく3シーズンはエヴァートンのキャプテンを務めたが、優勝争いには程遠く、1972-73シーズンは17位に低迷した。
バーミンガム
1973年2月、ファーストディヴィジョンのバーミンガム・シティFCに移籍。4シーズンをセント・アンドルーズで過ごし、バーミンガムのファーストディヴィジョン残留に貢献した。

#### 選手兼任指導者時代
ストーク
1977年8月、移籍金4万ポンドでセカンドディヴィジョンのストーク・シティFCに移籍した。ジョージ・イーストハム監督の下でファーストディヴィジョン再昇格を目指したが、1977-78シーズン序盤戦につまづくと、1978年1月にイーストハム監督が解任されてアラン・ダーバン監督が就任した。ダーバン監督は就任してすぐにケンドールを選手兼任コーチに抜擢したが、ケンドールはふたつの役割をうまくこなし、クラブのプレーヤー・オブ・ザ・シーズンに選出された。ダーバン監督はケンドールを軸に据えてチームを立て直し、1978-79シーズンには3位となってファーストディヴィジョン昇格を決めた。
ブラックバーン
ダーバン監督はケンドールのストーク残留を希望したが、ケンドールはサードディヴィジョン（3部）のブラックバーン・ローヴァーズFCで選手兼任監督になる道を選んだ。1979年6月にブラックバーンに移籍し、1979-80シーズン終了後にはセカンドディヴィジョン昇格を果たした。1980-81シーズンにも昇格争いに加わったが、得失点差でファーストディヴィジョン昇格を逃した。1981年5月、やはり選手兼任監督として古巣エヴァートンに復帰。選手として出場したのはリーグ戦4試合にとどまり、1981年9月に選手としての経歴を退いた。
ケンドールはイングランドA代表としてプレーしたことはないが、イングランドユース代表やU-23イングランド代表としての経験があり、1964年にはイングランドユース代表のキャプテンとしてリトル・ワールドカップで優勝した。

### 専任指導者時代
エヴァートン（1度目）
専任指導者となった当初は成績不振に苦しみ、1984年1月には解任寸前だったが、その後巻き返し、1983-84シーズンのフットボールリーグカップでは決勝に進出。リーグカップ決勝ではリヴァプールFCに敗れたが、同シーズンのFAカップ決勝ではワトフォードFCを破って優勝した。1984-85シーズンのリーグ戦では2位のリヴァプールに勝ち点13の大差を付けて優勝。UEFAカップウィナーズカップでは1回戦でUCダブリンFC（アイルランド）、2回戦でSKブラティスラヴァ（チェコスロバキア）、準々決勝でフォルトゥナ・シッタート（オランダ）、準決勝でバイエルン・ミュンヘン（ドイツ）、決勝でSKラピード・ウィーン（オーストリア）を倒して優勝。FAカップでは2シーズン連続で決勝に進出した。1985年5月にはヘイゼルの悲劇が発生し、イングランドのクラブは欧州サッカー連盟(UEFA)によって欧州カップ戦の出場権を剥奪された。財政的な支援を目的としてフットボールリーグが組織したスクリーン・スポーツ・スーパーカップでは決勝に進出したが、マージーサイド・ダービーとなった決勝でリヴァプールに敗れた。リーグ戦とFAカップでもリヴァプールの後塵を拝して2位に終わり、同一シーズンに3大会でライバルにタイトルを奪われる屈辱を味わった。1986-87シーズンのリーグ戦では、2位リヴァプールに勝ち点9差を付けてタイトルを奪還。マージーサイドの2クラブはこの時代のイングランドサッカーの主役だった。グディソン・パークでの最初の在任期間中には、就任前とは全く別のチームを作り上げ、クラブの黄金期を築いた。ピーター・リードやトレヴァー・スティーヴンなどの若手選手を小規模クラブから獲得し、彼らに出場機会を与えて大きな成功を収めた。また、アンディ・グレイなどの名が知られた選手も獲得し、グレイはFAカップ、ファーストディヴィジョン、UEFAカップウィナーズカップなどのタイトル獲得を助ける得点を挙げた。1985年、レスター・シティFCで得点王（24得点）に輝いたガリー・リネカーを獲得し、グレイをアストン・ヴィラFCに売却。リネカーは1985-86シーズンに30得点を挙げ、2シーズン連続で得点王のタイトルを獲得した。しかし、欧州カップ戦に出場できない苛立ちを抱えており、1987年にエヴァートンを離れた。
アスレティック・ビルバオ
1987年にはスペインのアスレティック・ビルバオ監督に就任したが、選手補強がバスク人選手に限られたアスレティック・ビルバオでは、大きな成功を収めることはできなかった。ニューカッスル・ユナイテッドFCからの監督就任オファーを断ってアスレティック・ビルバオに留まったが、成績不振が理由で1989年11月15日に解任された。この時期には、ボビー・ロブソン監督退任後のイングランド代表監督就任の噂が頻繁に報じられた。
マンチェスター・シティ
1989年12月7日、イングランドに戻ってマンチェスター・シティFCの監督に就任。満足のいく14位で1989-90シーズンを終えた。1990 FIFAワールドカップ後にロブソン監督が代表監督を退任すると、後任監督候補には当然ケンドールの名前も挙がったが、ケンドールはすぐに噂を打ち消し、フットボール・アソシエーション(FA)からのオファーを辞退した。ロブソン監督の後任にはグラハム・タイラー監督が就任した。1990年10月27日にメイン・ロードで行なわれたマンチェスター・ダービーでは、マンチェスター・ユナイテッドFC相手に3-3の白熱した試合を演じた。
エヴァートン（2度目）
1990-91シーズン前半戦はファーストディヴィジョンの上位に定着し、強いマンチェスター・シティを作り上げたが、1990年11月7日、コリン・ハーヴェイ監督の解任に伴い、再びエヴァートンの監督に就任した。「マンチェスター・シティでの活動はただの仕事だったが、エヴァートンとは結婚生活を送っていた」と述べて移り身を弁明した。就任時のエヴァートンはファーストディヴィジョン残留争いの最中にあったが、すぐに流れを変えて9位でシーズンを終え、FAカップでは5回戦でリヴァプールを下して準々決勝に進出した。1991年夏にはモー・ジョンストンやピーター・ベアズリーなどを獲得したが、エヴァートンは中位に留まり、1993年12月4日に辞任した。
ギリシャやノッツ・カウンティ
1994年にはギリシャのシュコダ・クサンティFC監督に就任したが、成功することなく短期間で職を離れた。1995年1月、ファーストディヴィジョンのノッツ・カウンティFC監督に就任。1994-95シーズン前半戦のノッツ・カウンティは序盤戦の悪夢の後ももがいていたが、ケンドールの指導で状況は改善を見せ、初采配試合から2戦連続で勝利した。しかし、その後は引き分けが続き、1995年4月、デレク・パヴィス会長はケンドールを解任した。解任の理由は完全には明らかにされていない。ケンドール解任後もノッツ・カウンティは成績が伸び悩み、シーズン終了後にディヴィジョン・ツー降格となった。
指導者経歴の晩年
1995年12月、シェフィールド・ユナイテッドFCの監督に就任した。1995-96シーズンはシェフィールド・Uを降格から救い、1996-97シーズンには昇格プレーオフに出場したが、クリスタル・パレスFCに敗れて昇格を逃した。1997年8月、エヴァートンの監督に3度目の就任を果たしたが、1997-98シーズン中にはクラブ内部の騒動に巻き込まれた。また、最終節でようやく残留が決める体たらくであり、シーズン終了後にクラブ・監督双方合意の上で契約を解除した。
1998年にはギリシャ・スーパーリーグのエスニコス・ピレウスFCの監督に就任したが、4ヶ月の在任期間中に勝ち点8しか獲得できず、順位表の底辺をさまよっていたことから、1999年3月に解任された。2001年にはイングランドの数クラブからオファーを受けていたことを明かしたが、いずれのオファーも断った。さらに、アイルランド共和国代表監督への興味を明かしたが、結局イタリア人のジョヴァンニ・トラパットーニ監督が就任したため、エスニコス・ピレウスがケンドールの最後の指導クラブとなった。2005年には指導者としての功績が認められ、イングランドサッカー殿堂入りを果たした。同年に監督として殿堂入りを果たしたのはケンドールとウォルター・ウィンターボトムの2人である。
2015年10月17日、心臓麻痺で死去したことが伝えられた。69歳没。

## 個人成績

### 選手成績
| クラブ                   | シーズン     | 国内リーグ               | 国内リーグ | 国内リーグ | FAカップ | FAカップ | リーグカップ | リーグカップ | その他 | その他 | 通算 | 通算 |
| クラブ                   | シーズン     | ディヴィジョン           | 出場       | 得点       | 出場     | 得点     | 出場         | 得点         | 出場   | 得点   | 出場 | 得点 |
| ------------------------ | ------------ | ------------------------ | ---------- | ---------- | -------- | -------- | ------------ | ------------ | ------ | ------ | ---- | ---- |
| プレストン・ノースエンド | 1962–63      | セカンドディヴィジョン   | 2          | 0          | 0        | 0        | 0            | 0            | 0      | 0      | 2    | 0    |
| プレストン・ノースエンド | 1963–64      | セカンドディヴィジョン   | 9          | 1          | 5        | 1        | 0            | 0            | 0      | 0      | 14   | 2    |
| プレストン・ノースエンド | 1964–65      | セカンドディヴィジョン   | 29         | 7          | 2        | 1        | 1            | 0            | 0      | 0      | 32   | 8    |
| プレストン・ノースエンド | 1965–66      | セカンドディヴィジョン   | 39         | 4          | 6        | 0        | 3            | 0            | 0      | 0      | 48   | 4    |
| プレストン・ノースエンド | 1966–67      | セカンドディヴィジョン   | 25         | 1          | 1        | 0        | 2            | 0            | 0      | 0      | 28   | 1    |
| プレストン・ノースエンド | 通算         | 通算                     | 104        | 13         | 14       | 2        | 6            | 0            | 0      | 0      | 124  | 15   |
| エヴァートン             | 1966–67      | ファーストディヴィジョン | 4          | 0          | 0        | 0        | 0            | 0            | 0      | 0      | 4    | 0    |
| エヴァートン             | 1967–68      | ファーストディヴィジョン | 38         | 6          | 6        | 1        | 2            | 2            | 0      | 0      | 46   | 9    |
| エヴァートン             | 1968–69      | ファーストディヴィジョン | 29         | 1          | 3        | 0        | 4            | 0            | 0      | 0      | 36   | 1    |
| エヴァートン             | 1969–70      | ファーストディヴィジョン | 36         | 4          | 1        | 0        | 4            | 1            | 0      | 0      | 41   | 5    |
| エヴァートン             | 1970–71      | ファーストディヴィジョン | 40         | 2          | 6        | 2        | 0            | 0            | 7      | 3      | 53   | 7    |
| エヴァートン             | 1971–72      | ファーストディヴィジョン | 35         | 4          | 4        | 0        | 0            | 0            | 0      | 0      | 39   | 4    |
| エヴァートン             | 1972–73      | ファーストディヴィジョン | 40         | 4          | 2        | 0        | 1            | 0            | 0      | 0      | 43   | 4    |
| エヴァートン             | 1973–74      | ファーストディヴィジョン | 7          | 0          | 1        | 0        | 0            | 0            | 0      | 0      | 8    | 0    |
| エヴァートン             | 通算         | 通算                     | 229        | 21         | 23       | 3        | 11           | 3            | 7      | 3      | 270  | 30   |
| バーミンガム・シティ     | 1973–74      | ファーストディヴィジョン | 15         | 1          | 0        | 0        | 0            | 0            | 0      | 0      | 15   | 1    |
| バーミンガム・シティ     | 1974–75      | ファーストディヴィジョン | 39         | 4          | 6        | 1        | 1            | 0            | 6      | 0      | 52   | 5    |
| バーミンガム・シティ     | 1975–76      | ファーストディヴィジョン | 36         | 8          | 1        | 0        | 2            | 0            | 0      | 0      | 39   | 8    |
| バーミンガム・シティ     | 1976–77      | ファーストディヴィジョン | 25         | 3          | 2        | 1        | 1            | 0            | 0      | 0      | 28   | 4    |
| バーミンガム・シティ     | 通算         | 通算                     | 115        | 16         | 9        | 2        | 4            | 0            | 6      | 0      | 134  | 18   |
| ストーク・シティ         | 1977–78      | セカンドディヴィジョン   | 42         | 7          | 2        | 0        | 1            | 0            | 0      | 0      | 45   | 7    |
| ストーク・シティ         | 1978–79      | セカンドディヴィジョン   | 40         | 2          | 1        | 0        | 5            | 1            | 0      | 0      | 46   | 3    |
| ストーク・シティ         | 通算         | 通算                     | 82         | 9          | 3        | 0        | 6            | 1            | 0      | 0      | 91   | 10   |
| ブラックバーン           | 1979–80      | サードディヴィジョン     | 41         | 2          | 6        | 0        | 4            | 1            | 2      | 0      | 53   | 3    |
| ブラックバーン           | 1980–81      | セカンドディヴィジョン   | 38         | 4          | 0        | 0        | 3            | 0            | 2      | 0      | 43   | 4    |
| ブラックバーン           | 通算         | 通算                     | 79         | 6          | 6        | 0        | 7            | 1            | 4      | 0      | 96   | 7    |
| エヴァートン             | 1981–82      | ファーストディヴィジョン | 4          | 0          | 1        | 0        | 1            | 0            | 0      | 0      | 6    | 0    |
| エヴァートン             | 通算         | 通算                     | 4          | 0          | 1        | 0        | 1            | 0            | 0      | 0      | 6    | 0    |
| キャリア通算             | キャリア通算 | キャリア通算             | 613        | 65         | 56       | 7        | 35           | 5            | 17     | 3      | 721  | 80   |

### 指導者成績
| クラブ                 | 就任           | 退任           | 記録 | 記録 | 記録 | 記録 | 記録   |
| クラブ                 | 就任           | 退任           | 試合 | 勝利 | 引分 | 敗北 | 勝率   |
| ---------------------- | -------------- | -------------- | ---- | ---- | ---- | ---- | ------ |
| ブラックバーン         | 1979年6月1日   | 1981年5月31日  | 105  | 48   | 33   | 24   | 045.71 |
| エヴァートン           | 1981年5月31日  | 1987年6月18日  | 327  | 177  | 76   | 74   | 054.13 |
| ビルバオ               | 1987年6月18日  | 1989年11月11日 | 102  | 44   | 29   | 29   | 043.14 |
| マンチェスター・シティ | 1989年12月6日  | 1990年11月5日  | 39   | 13   | 18   | 8    | 033.33 |
| エヴァートン           | 1990年11月5日  | 1993年12月4日  | 154  | 58   | 39   | 57   | 037.66 |
| ノッツ・カウンティ     | 1995年1月12日  | 1995年4月1日   | 15   | 4    | 4    | 7    | 026.67 |
| シェフィールド・U      | 1995年12月12日 | 1997年6月27日  | 82   | 34   | 27   | 21   | 041.46 |
| エヴァートン           | 1997年6月27日  | 1998年7月1日   | 42   | 11   | 13   | 18   | 026.19 |
| 通算                   | 通算           | 通算           | 866  | 389  | 239  | 238  | 044.92 |

## タイトル

### 選手時代
- プレストン・ノースエンド

FAカップ 準優勝 : 1963-64
- エヴァートン

ファーストディヴィジョン 優勝 : 1969–70
FAチャリティ・シールド 優勝 : 1970
FAカップ 準優勝 : 1968
- ストーク

セカンドディヴィジョン 3位で昇格 : 1978–79

### 指導者時代
- ブラックバーン

サードディヴィジョン 準優勝 : 1979–80
- エヴァートン

ファーストディヴィジョン 優勝 : 1984–85, 1986–87
ファーストディヴィジョン 2位 : 1985–86
FAカップ 優勝 : 1983–84
FAカップ 準優勝 : 1984–85, 1985–86
FAチャリティ・シールド 優勝 : 1984–85, 1985–86, 1986–87
UEFAカップウィナーズカップ 優勝 : 1984–85
フットボールリーグカップ 準優勝 : 1983–84
スクリーン・スポーツ・スーパーカップ 準優勝 : 1985–86
フル・メンバーズ・カップ 準優勝 : 1990–91
- ノッツ・カウンティ

アングロ＝イタリアン・カップ 優勝 : 1994–95
- シェフィールド・U

ファーストディヴィジョン プレーオフ準優勝 : 1996–97

### 個人
- ストーク・シティFC プレーヤー・オブ・ザ・シーズン : 1977-78
- フットボールリーグ 最優秀監督賞 : 1984-85, 1986-87
- イングランドサッカー殿堂 指導者部門 : 2005
- プレミアリーグ月間最優秀監督：1998年1月